# Gladiopappus vernonioides
Gladiopappus vernonioides Humbert, 1948 è una specie di piante angiosperme dicotiledoni della famiglia delle Asteraceae. È l'unica specie del genere Gladiopappus Humbert, 1948.

## Descrizione
Gladiopappus vernonioides è una pianta perenni con portamenti arbustivi ramificati.
Le foglie lungo il caule normalmente sono a disposizione alternata. La forma della lamina (semplice e intera) è ampiamente obovata; i bordi possono essere continui o dentati. Le stipole sono assenti.
Le infiorescenze sono composte da capolini terminali, solitari e sessili, sottesi da un denso gruppo di foglie. I capolini, radiati e omogami, sono formati da un involucro a forma campanulata composto da brattee (o squame) all'interno delle quali un ricettacolo fa da base ai fiori di due tipi: tubulosi e ligulati. Le brattee disposte su 4 serie in modo embricato e scalato sono di varie forme a consistenza coriacea con apici pungenti. Il ricettacolo, alveolato, a forma da piatta a leggermente convessa, spesso è privo di pagliette (raramente ne è provvisto).
I fiori sia quelli tubulosi che ligulati sono tetra-ciclici (ossia sono presenti 4 verticilli: calice – corolla – androceo – gineceo) e pentameri (ogni verticillo ha 5 elementi). I fiori centrali, da 25 a 30, (del disco) in genere sono tubulosi (actinomorfi - raramente sono zigomorfi); quelli periferici, da 9 a 10, (radiati) sono di tipo ligulato (zigomorfi). In genere i fiori sono ermafroditi (bisessuali) e fertili.
- Formula fiorale:

*/x K {\displaystyle \infty }, [C (5), A (5)], G 2 (infero), achenio
- Calice: i sepali del calice sono ridotti ad una coroncina di squame.
- Corolla: la corolla nei fiori tubulosi ha un tubo lungo con 5 lobi lineari fortemente attorcigliati; in quella dei fiori ligulati il tubo termina con due labbra (corolla bilabiata) con il labbro interno con due lobi lineari più o meno attorcigliato e quello esterno terminante con tre corti denti. Il colore varia da bianco (i lobi) a rosso-biancastro (il tubo). Le corolle sono glabre o pubescenti con differenti tipi di ghiandole (raramente sono privi di ghiandole o peli).
- Androceo: gli stami sono 5 con filamenti liberi, glabri o papillosi e distinti, mentre le antere sono saldate in un manicotto (o tubo) circondante lo stilo. Le antere in genere hanno una forma sagittata con base lungamente caudata e densamente pelosa; le appendici sono lunghe affusolate o subottuse. Il polline normalmente è tricolporato a forma sferica di tipo echinato (o liscio).
- Gineceo: lo stilo è filiforme con due stigmi divergenti; gli stigmi sono corti con pubescenza abassiale (i peli alla base sono più larghi); la superficie stigmatica è continua con creste marginali; gli apici sono arrotondati o subacuti; alla base è presente un nodo L'ovario è infero uniloculare formato da 2 carpelli. L'ovulo è unico e anatropo.

I frutti sono degli acheni con pappo. La forma dell'achenio varia da obovoide a spiraleggiante con superficie liscia. Il pericarpo può essere di tipo parenchimatico, altrimenti è indurito (lignificato) radialmente.  Il carpoforo (o carpopodium - il ricettacolo alla base del gineceo) è assente. I pappi, formati da due serie di setole (piatte e squamelliformi), persistenti, sono direttamente inseriti nel pericarpo o connati in un anello parenchimatico posto sulla parte apicale dell'achenio. La serie esterna è più corta di quella interna ed è variabile in altezza.

## Biologia
- Impollinazione: l'impollinazione avviene tramite insetti (impollinazione entomogama tramite farfalle diurne e notturne).
- Riproduzione: la fecondazione avviene fondamentalmente tramite l'impollinazione dei fiori (vedi sopra).
- Dispersione: i semi (gli acheni) cadendo a terra sono successivamente dispersi soprattutto da insetti tipo formiche (disseminazione mirmecoria). In questo tipo di piante avviene anche un altro tipo di dispersione: zoocoria. Infatti gli uncini delle brattee dell'involucro si agganciano ai peli degli animali di passaggio disperdendo così anche su lunghe distanze i semi della pianta.

## Distribuzione e habitat
La specie di questa voce è endemica del Madagascar.

## Tassonomia
La famiglia di appartenenza di questa voce (Asteraceae o Compositae, nomen conservandum) probabilmente originaria del Sud America, è la più numerosa del mondo vegetale, comprende oltre 23.000 specie distribuite su 1.535 generi, oppure 22.750 specie e 1.530 generi secondo altre fonti (una delle checklist più aggiornata elenca fino a 1.679 generi). La famiglia attualmente (2021) è divisa in 16 sottofamiglie.

### Filogenesi
La specie di questa voce appartiene alla sottofamiglia Dicomoideae, e in particolare alla sottotribù Dicominae (tribù Dicomeae). La sottofamiglia (di recente costituzione), da un punto di vista filogenetico, è posizionata tra le sottofamiglie Tarchonanthoideae e Carduoideae. I caratteri principali della sottofamiglia sono: i portamenti variano da erbacei a arbustivi, l'involucro è pluriseriato con brattee coriacee e pungenti, il ricettacolo è alveolato, il polline è echinato, i rami dello stilo sono pubescenti con superficie stigmatica continua e cresta marginale, il carpoforo in genere è assente. L'area di origine della maggior parte delle specie è l'Africa a sud del Sahara.
Il genere Gladiopappus si distingue dal resto delle Dicominae per le brattee dell'involucro con apici arrotondati,per i fiori marginali bilabiati con i lobi adassiali attorcigliati (come in alcune specie della tribù Mutisieae), e per la presenza contemporanea di fiori unisessuali e bisessuali nel disco. Tuttavia altri caratteri come la morfologia delle corolle del disco, la forma degli stami, dello stile e degli acheni, è simile a quella del "core" del gruppo delle Dicomeae. Un recente studio sulla struttura del polline di questa specie ha risolto a favore dell'inclusione di Gladiopappus vernonioides della sottotribù Dicominae.
Il periodo di separazione della sottofamiglia (formazione del clade) dal resto della famiglia delle Asteraceae è di circa 41,5 milioni di anni fa; mentre gli antenati delle attuali specie si sono separati circa 27 milioni di anni fa (gruppo corona).